# 錦屏粉藤
錦屏粉藤（学名：Cissus sicyoides）为葡萄科白粉藤屬下的一个种。